# Tylosema argentea
Tylosema argentea är en ärtväxtart som först beskrevs av Emilio Chiovenda, och fick sitt nu gällande namn av John Patrick Micklethwait Brenan. Tylosema argentea ingår i släktet Tylosema och familjen ärtväxter. Inga underarter finns listade i Catalogue of Life.

## Bildgalleri